# Jedrska podmornica
Jedrska podmornica je podmornica na jedrski pogon, v kateri je jedrski reaktor, ki žene parne turbine.

## Zgodovina
Pogon, ki bi omogočal dalj časa trajajočo plovbo pod površjem, so poskušali razviti že odkar se podmornice uporabljajo v vojaške namene, vendar do pojava zadosti majhnih in zanesljivih jedrskih reaktorjev razvoj takega pogona ni uspel.
Prva taka podmornica je bila ameriška USS Nautilus (SSN-571), poimenovana po istoimenski podmornici iz znanstveno-fantastične knjige Julesa Verna. Nautilus je bila prva podmornica, ki je preplula ledeno ploščo nad severnim tečajem. Taka podmornica je lahko pod vodo več mesecev. Žal pa se dogajajo tudi hude nesreče tovrstnih podmornic (npr. ruski K-141 Kursk).

## Pogonski sklop
Ena reaktorska polnitev ob izdelavi zadošča za približno 20-letno operativno uporabo. Hiba jedrskega pogona je teža samega reaktorskega odseka, ki tehta toliko kot večja dizel-električna podmornica, zato jedrska podmornica ni primerna za obalne naloge in se zato uporablja le za odprto morje.

### PWR (pressurized water reactor) vodni visokotlačni reaktor
Ta tip reaktorja razvije ameriška mornarica, kasneje pa ga uporabljajo tudi v Kraljevi vojni mornarici (Združeno kraljestvo).
Sklop uporablja vodo kot upočasnjevalec nevtronov (M) in kot sredstvo za prenos energije-hlajenje. Toplota iz reaktorske zanke se prenese na drugo zanko, kjer se ustvari para. Proizvedena para poganja turbino (T) in tako proizvede ogromno električne energije (G), ki se jo uporablja tudi za razcep vode na vodik in kisik, slednjega se uporablja za dihanje na dolgih potopih, ki jih omejuje le zaloga hrane. Turbina ne žene direktno propelerjev zaradi tresljajno-zvočne ločitve turbine od zunanjega okolja. Propeler poganja elektromotor, ki mu tudi lažje reguliramo hitrost. Izrabljeno paro ohladimo v kondenzatorju (K) in jo kot vodo pošljemo v uparjevalnik (B). (V oklepaju so označeni deli na sliki)

### Tekočekovinsko hlajeni reaktorji
Ta tip reaktorja razvije in uporablja Sovjetska vojna mornarica na podmornicah razreda Lira.

### Radioktivni odpadki
Pogonski sklopi jedrsko gnanih podmornic ostanejo radioaktivni tudi po dokončni ugasitvi reaktorja in odstranitvi gorivnih celic, s čimer odstranimo vse nastale fizijske produkte. Ostanek, čez 99,9 % radioaktivnega materiala sestavljajo sami deli reaktorja in pogonskega sklopa. Manjkajočih 0,1 % pa predstavljajo korozijske obloge cevi in delci nastali med obrabo drsnih površin v samem pogonskem sklopu.